# Nostra Signora di Coromoto
Nostra Signora di Coromoto är en kyrkobyggnad och diakonia i Rom, helgad åt Jungfru Maria och särskilt åt Vår Fru av Coromoto. Kyrkan är belägen vid Largo Nostra Signora di Coromoto i quartiere Gianicolense och tillhör församlingen Nostra Signora di Coromoto.
Församlingen Nostra Signora di Coromoto inbegriper även kyrkan San Francesco di Sales a Via Portuense samt Cappella Suore del Sacro Cuore.

## Historia
Kyrkan uppfördes 1976–1978 efter ritningar av arkitekten Massimo Battaglini och konsekrerades den 17 september 1978 av kardinalvikarie Ugo Poletti.

## Diakonia
Nostra Signora di Coromoto stiftades som diakonia med titeln Nostra Signora di Coromoto in San Giovanni di Dio av påve Johannes Paulus II år 1985.
Kardinaldiakoner
- Rosalio José Castillo Lara: 1985–1996, titulus pro illa vice: 1996–2007
- Fernando Filoni: 2012–2018, suburbikarisk rang: 2018–

## Kommunikationer
- Busshållplats Agnelli – Roms bussnät